# Saugon
Saugon település Franciaországban, Gironde megyében. Lakosainak száma 499 fő (2022. január 1.). Saugon Reignac, Saint-Savin, Campugnan, Générac, Saint-Christoly-de-Blaye és Saint-Girons-d’Aiguevives községekkel határos.

## Népesség
A település népessége az elmúlt években az alábbi módon változott:
| Lakosok száma | 306  | 283  | 295  | 370  | 435  | 461  | 475  | 485  | 493  | 499  |
|               | 1968 | 1982 | 1990 | 2006 | 2013 | 2015 | 2017 | 2019 | 2020 | 2022 |